# Rybniki (Białoruś)
Rybniki (biał. Рыбнікі; ros. Рыбники) – wieś na Białorusi, w obwodzie brzeskim, w rejonie stolińskim, w sielsowiecie Białousza, nad Horyniem. W 2009 roku liczyła 38 mieszkańców.
Obok wsi znajdują się duże stawy.

## Historia
Dawniej miejscowość nosiła nazwę Dąbrowa (biał. Дуброва, Dubrowa; ros. Дуброва, Dubrowa). Na początku XX wieku był to folwark należący do wołości Stolin w ujeździe pińskim, w guberni mińskiej, w którym istniało jedno gospodarstwo zamieszkane przez 27 osób. W 1921 roku Dąbrowa znalazła się w granicach Polski. W II Rzeczypospolitej folwark należał do gminy wiejskiej Stolin, początkowo w powiecie łuninieckim, od 1923 roku w powiecie stolińskim, w województwie poleskim. W 1921 roku liczył 42 mieszkańców (25 kobiety i 17 mężczyzn) i znajdowały się w nim 4 budynki mieszkalne. 36 osób deklarowało narodowość białoruską, 6 – polską. 36 osób deklarowało przynależność do wyznania prawosławnego, 6 – do rzymskokatolickiego. Po wkroczeniu wojsk radzieckich w 1939 roku miejscowość została włączona do Białoruskiej SRR. Od 12 października 1940 roku należała do sielsowietu Białousza w rejonie stolińskim, w obwodzie piński. Od lipca 1941 roku do początku lipca 1944 roku Dąbrowa była okupowana przez wojska niemieckie. Po zakończeniu II wojny światowej pozostała w granicach Związku Radzieckiego. 8 stycznia 1954 roku miejscowość została włączona do obwodu brzeskiego. W 1963 roku utworzono w Dąbrowie przedsiębiorstwo hodowli ryb. W 1969 roku miejscowość otrzymała status wsi i została przemianowana na Rybniki.